# East Logan, Bắc Dakota
East Logan là một lãnh thổ chưa tổ chức thuộc quận Logan, tiểu bang Bắc Dakota, Hoa Kỳ. Năm 2010, dân số của nơi này là 263 người.